# ایستگاه فضایی سه‌بعدی
ایستگاه فضایی سه‌بعدی (انگلیسی: Space Station 3D؛ که نسخهٔ دوبعدی آن با نام ساده‌تر ایستگاه فضایی شناخته می‌شود) یک فیلم مستند کوتاه سه‌بعدی کانادایی-آمریکایی به کارگردانی، نویسندگی، تهیه‌کنندگی، و تدوین تونی مایرز، محصول سال ۲۰۰۲ است. این فیلم که دربارهٔ ایستگاه فضایی بین‌المللی است، توسط تام کروز روایت می‌شود و نخستین فیلم آی‌مکس سه‌بعدی است که در فضا فیلمبرداری شده‌است.

## محتوا
ایستگاه فضایی سه‌بعدی نخستین فیلم سه‌بعدی لایو اکشن بود که در فضا فیلمبرداری شد. این فیلم با استفاده از فناوری پیشرفتهٔ سه‌بعدی، داستان بزرگ‌ترین شاهکار مهندسی از زمان فرود انسان بر ماه را روایت می‌کند؛ مونتاژ ایستگاه فضایی بین‌المللی در مدار در حالی که در ارتفاع ۲۲۰ مایلی از سطح زمین با سرعت ۱۷٬۵۰۰ مایل بر ساعت (۲۸٬۲۰۰ کیلومتر بر ساعت) حرکت می‌کند. این فیلم شامل سکانس‌هایی است که نیروی پرتاب موشک، نگاهی به اعماق فضا، تجربهٔ زندگی در گرانش صفر و همراهی فضانوردان در راهپیمایی فضایی در آن‌ها به تصویر کشیده شده است.

## انتشار
این فیلم با فروش ۹۳٬۳۷۶٬۳۴۲ دلار در داخل و ۳۴٬۹۷۱٬۲۶۶ دلار در خارج از ایالات متحده، و مجموع فروش جهانی ۱۲۸٬۳۴۷٬۶۰۸ دلار، پرفروش‌ترین فیلمی است که هرگز در ۱۰ فیلم برتر داخلی از نظر فروش گیشه قرار نگرفته‌است.

## بازخوردها
ایستگاه فضایی سه‌بعدی نقدهای مثبتی دریافت کرده‌است. در وبگاه بازبینی جمعی راتن تومیتوز، این فیلم بر اساس ۲۳ نقد، با میانگین امتیاز ۶٫۹۳/۱۰، دارای امتیاز ۸۷٪ است. متاکریتیک بر اساس نظر ۱۳ منتقد، امتیاز ۶۹ از ۱۰۰ را به این فیلم داده‌است که نشان‌دهندهٔ «نقدهای عموماً مطلوب» است.